# Enumeração
Em matemática e ciência da computação teórica, a enumeração é a repetiçao de diversas palavras seguidas de virgula.

## Enumeração como listagem
Formalmente, uma enumeração de um conjunto {\displaystyle S} pode ser definida como:
- Um mapeamento sobrejetivo de {\displaystyle \mathbb {N} } (os números naturais) a {\displaystyle S}. Essa definição é adequada por questões de computabilidade e teoria dos conjuntos.

- Um mapeamento bijetor de {\displaystyle S} para um segmento dos números naturais. Essa definição é adequada para questões de combinatória e conjuntos finitos. Assim, o início do segmento dos números naturais é {\displaystyle \{1,2,\cdots ,n\}} para algum {\displaystyle n} que é a cardinalidade de {\displaystyle S}.

Em ciência da computação, considera-se como um requisito adicional para enumerações que o mapeamento de {\displaystyle \mathbb {N} } para o conjunto seja computável. O conjunto é então chamado recursivamente enumerável, referindo-se ao uso de teoria da recursividade na formalização do que significa ao mapeamento ser computável.

### Exemplos
Seja:
- Os números naturais são enumeráveis pela função {\displaystyle f(x)=x}. Nesse caso, {\displaystyle f:\mathbb {N} \to \mathbb {N} } é simplesmente a função identidade.
- {\displaystyle \mathbb {Z} }, o conjunto de números inteiros, é enumerável por

{\displaystyle f(x):={\begin{cases}-(x+1)/2,&{\mbox{se }}x{\mbox{ for impar}}\\x/2,&{\mbox{se }}x{\mbox{ for par}}.\end{cases}}}
{\displaystyle f:\mathbb {N} \to \mathbb {Z} } é uma bijeção já que cada número natural corresponde a exatamente um número inteiro. A seguinte tabela fornece os primeiros valores da enumeração:
| x    | 0 | 1  | 2 | 3  | 4 | 5  | 6 | 7  | 8 |
| f(x) | 0 | −1 | 1 | −2 | 2 | −3 | 3 | −4 | 4 |

- Todos os conjuntos finitos são enumeráveis. Seja {\displaystyle S} um conjunto finito com {\displaystyle n} elementos, e seja {\displaystyle K=\{1,2,\cdots ,n\}}. Selecione qualquer elemento {\displaystyle s} em {\displaystyle S} e atribua {\displaystyle f(n)=s}. Configure {\displaystyle S'=S-\{s\}}. Selecione qualquer elemento {\displaystyle s'} em {\displaystyle S'} e atribua {\displaystyle f(n-1)=s'}. Continue o processo até que todos os elementos do conjunto original sejam atribuídos a um números natural. Então {\displaystyle f:\{1,2,\cdots ,n\}\to S} é uma enumeração de {\displaystyle S}.

- Os números reais não possuem enumeração, como provado pelo argumento de diagonalização de Cantor.

### Propriedades
- Existe uma enumeração para um conjunto somente se o conjunto for contável.
- Se um conjunto é enumerável ele terá uma número infinito de diferentes enumerações, exceto nos casos de conjunto vazio ou conjuntos com um elemento.